# Bundesvolk
Als Bundesvolk wird im österreichischen Verfassungsrecht die Gesamtheit der wahlberechtigten Staatsbürger verstanden. Der Begriff findet unter anderem in Artikel 26 Abs. 1 (regelt die Wahl des Nationalrates) und Art. 60 Abs. 1 (Wahl des Bundespräsidenten) des Bundes-Verfassungsgesetzes (B-VG) Verwendung.
Das Bundesvolk stimmt zudem nach Artikel 44 Abs. 3 des B-VG über jede Gesamtänderung der Bundesverfassung ab. Teiländerungen der Bundesverfassung werden dann einer Volksabstimmung unterzogen, wenn dies von einem Drittel der Abgeordneten zum Nationalrat oder der Mitglieder des Bundesrates verlangt wird.